# (1389) Onnie
(1389) Onnie est un astéroïde de la ceinture principale, découvert le 28 septembre 1935 par Hendrik van Gent à Johannesburg. Ses désignations temporaires sont 1935 SS1, 1949 QV1 et 1955 XB1.